# Jurczuki
Jurczuki (lit. Jurčiukai) – wieś na Litwie, w okręgu wileńskim, w rejonie wileńskim, w gminie Rukojnie.

## Historia
Pod zaborami wieś i zaścianek; w II Rzeczypospolitej wieś, folwark i zaścianek, później wieś i dwa zaścianki. W XIX i w początkach XX w. położone były w Rosji, w guberni wileńskiej, w powiecie wileńskim. Po I wojnie światowej pod administracją polską, w Zarządzie Cywilnym Ziem Wschodnich. W latach 1920–1922 w składzie Litwy Środkowej.
Od 11 kwietnia 1922 leżały w Polsce, w województwie wileńskim, w powiecie wileńsko-trockim, do 1 kwietnia 1927 w gminie Rukojnie, następnie w gminie Szumsk. W 1931 miejscowość liczyła:
- wieś Jurczuki – 46 mieszkańców, zamieszkałych w 7 budynkach,
- zaścianek Jurczuki I – 26 mieszkańców, zamieszkałych w 3 budynkach,
- zaścianek Jurczuki II – 14 mieszkańców, zamieszkałych w 1 budynku[3].

Po II wojnie światowej w granicach Związku Sowieckiego. Od 1991 na niepodległej Litwie.